# کویچی کیدرا
کویچی کیدرا (انگلیسی: Koichi Kidera؛ زادهٔ ۴ آوریل ۱۹۷۲) بازیکن فوتبال اهل ژاپن است.
از باشگاه‌هایی که در آن بازی کرده‌است می‌توان به باشگاه فوتبال سانفریس هیروشیما و باشگاه فوتبال آلبیرکس نیگاتا اشاره کرد.